# Smythea lanceata
Smythea lanceata är en brakvedsväxtart som först beskrevs av Louis René Tulasne, och fick sitt nu gällande namn av Victor Samuel Summerhayes. Smythea lanceata ingår i släktet Smythea och familjen brakvedsväxter. Inga underarter finns listade i Catalogue of Life.